# Инсэй
Инсэй (яп. 院政, いんせい, «правление бывших императоров») — форма правления в традиционной Японии, основанная в 1086 году, по которой руководство императорским двором и страной осуществлял император на покое — дайдзё тэнно.
Иногда называется институтом инсэй или правлением императоров-затворников.

## История
Институт инсэй существовал с перерывами с 1086 по 1840 год и был окончательно упразднён после реставрации Мэйдзи. Он предусматривал сосуществование правительства императора Японии, как формального главы государства, и правительства дайдзё тэнно, как реального управляющего государственными делами. Обычно дайдзё тэнно был отцом или прямым родственником императора по мужской линии.
Дайдзё тэнно часто становился буддийским монахом и назывался императором-монахом (постригшимся императором). Это придавало его правлению авторитет буддизма.
Причиной возникновения системы инсэй было желание императоров Японии избавиться от родственных связей с аристократами и избежать их влияния, чтобы единолично управлять страной. В связи с этим, в 1086 году император Сиракава передал титул императора своему сыну и, удалив от себя придворных из рода Фудзивара, принял титул дайдзё тэнно (1087—1129). Он объявил себя патроном малолетнего правителя и распорядителем всех государственных дел. Дайдзё тэнно имел свою резиденцию, преданных слуг и собственную армию из самураев. Используя свой авторитет патриарха императорской семьи, он смог назначать на императорский престол своих детей и внуков в обход требований дворцовой аристократии. Дело Сиракавы продолжили его преемники: дайдзё тэнно Тоба (1129—1156) и Го-Сиракава (1158—1192).
Победы дайдзё тэнно в борьбе с аристократами привели к конфликту с императорами, которые чувствовали себя марионетками в руках отставных патронов. Конфликт интересов отцов и сыновей императорского дома стал причиной смуты Хогэн 1156 года. Использование обеими сторонами самураев стало началом вхождения последних в большую японскую политику. В результате ряда восстаний и войн институт инсэй утратил свой начальный потенциал, уступив реальную власть самурайским диктаторам из рода Тайра, а впоследствии камакурским сёгунам из рода Минамото.
Временной промежуток между 1086 и 1185 годами, во время которого институт инсэй имел политический вес в Японии, называют периодом инсэй (яп. 院政時代).